# IPhone 4S
iPhone 4S (з 2013 року також став використовуватися варіант написання iPhone 4s) — сенсорний смартфон корпорації Apple, п'яте покоління смартфонів iPhone. Зовні телефон схожий на iPhone 4, але в новій моделі покращено апаратна частина та оновлено програмне забезпечення. Серед основних нововведень: голосовий помічник «Siri», новий двоядерний процесор А5, можливість функціонування як Wi-Fi-роутера, незалежність від персонального комп'ютера і поліпшена камера. Більшістю функцій можна керувати за допомогою голосу.
Після подання телефону на конференції «let's Talk iPhone» (проводиться 4 жовтня 2011 року в Купертіно, Каліфорнія), Apple, з 7 жовтня 2011 року, почала приймати попередні замовлення на iPhone 4S в семи країнах (США, Канада, Австралія, Велика Британія, Франція, Німеччина і Японія). Перші телефони були отримані покупцями 14 жовтня 2011 року.
Пізніше iPhone 4S буде доступний в 70 країнах по всьому світу. Для американських клієнтів продажі смартфона без контракту почнуться приблизно в листопаді 2011 року, а для решти світу Apple почне продавати відразу безконтрактні iPhone 4S. АП оголосило, що AT&T Mobility описала функції нового iPhone 4S як «екстраординарні».
Був знятий з виробництва 9 вересня 2014 року.

## Дизайн
iPhone 4S зберіг багато конструктивні особливості iPhone 4. Передня і задня частина є плоскими, екран покритий склом. Камери на задній і передній частині корпусу, сам корпус зроблений з нержавіючої сталі з металевими кнопками. Екран має розмір 3,5 дюйма (8,89 см), під ним розташована кнопка «Home». iPhone 4S існує у двох кольорах: чорний і білий. Однак, смуги на бічній панелі були дещо змінені у зв'язку з тим, що у iPhone 4S дві антени, в порівнянні з iPhone 4.

## Максимальні швидкості отримання даних з стільникових мереж різних поколінь і бездротовим технологіям
| Тип мережі/бездротової технології | Клас         | Частоти, на яких працює мережа | Максимальна швидкість Downlink (Mbps) | Максимальна швидкість Uplink (Mbps) | Сучасність           |
| --------------------------------- | ------------ | ------------------------------ | ------------------------------------- | ----------------------------------- | -------------------- |
| GPRS                              | 2G (2.5G)    | 850, 900, 1800, 1900 МГц       | 0.04                                  | Невідомо                            | Технологія застаріла |
| EDGE                              | 2G (2.75G)   | 850, 900, 1800, 1900 МГц       | 0.38                                  | Невідомо                            | Технологія застаріла |
| UMTS                              | 3G           | 850, 900, 1900, 2100 МГц       | 3.6                                   | Невідомо                            | Технологія актуальна |
| HSDPA/HSUPA                       | 3G (3.5G)    | 850, 900, 1900, 2100 МГц       | 14.4                                  | 5.7                                 | Технологія актуальна |
| CDMA EV-DO Rev. A                 | 3G (3.5G)    | 800, 1900 МГц                  | 3.1                                   | 1.8                                 | Технологія актуальна |
| Wi-Fi                             | 802.11 b/g/n | 802.11n тільки 2,4 ГГц         | 54.0                                  | 54.0                                | Технологія актуальна |
| Bluetooth 4.0                     | 802.15.4     | ?                              | 1.0                                   | 1.0                                 | Технологія актуальна |

## Специфікації

### 3G і бездротові мережі
- підтримка міжнародних мереж
- UMTS/HSDPA/HSUPA (850, 900, 1900, 2100 МГц); GSM/EDGE (850, 900, 1800, 1900 МГц)
- CDMA EV-DO Rev. A (800, 1900 МГц)3
- 802.11b/g/n Wi-Fi (802.11n тільки 2,4 ГГц)
- Бездротова технологія Bluetooth 4.0

### Засоби визначення місцезнаходження
- GPS (з технологією Assisted GPS) і ГЛОНАСС
- Цифровий компас
- Wi-Fi
- 3G

### Дисплей
- Дисплей Retina
- Широкоформатний дисплей з мультитач з діагоналлю 3,5 дюйма
- Дозвіл 960 x 640 пікселів (326 пікселів/дюйм)
- Контрастність 800:1 (стандартна)
- Яскравість 500 кд/м2 (стандартна)
- Олеофобне покриття, стійке до появи відбитків пальців, на передній і задній панелях
- Підтримка одночасного відображення декількох мов і наборів символів

### Камера, фото і відео
- 8-мегапіксельна камера iSight
- Автофокусування
- Фокусування дотиком
- Розпізнавання облич на фотографіях
- Світлодіодний спалах
- Запис відео, HD (з частотою розгортки 1080p) до 30 кадрів/с аудіо
- Стабілізація відео
- Передня камера для фотознімків і відеозаписів VGA-якості зі швидкістю до 30 кадрів в секунду
- Прив'язка фотографій і відео до місця зйомки
- Розпізнавання осіб при відеозйомці

### Живлення і акумулятор
- Вбудований літій-іонний акумулятор
- Зарядка через USB від комп'ютера або адаптера живлення
- В режимі розмови: до 8 годин в мережі 3G, до 14 годин в мережі 2G (GSM)
- У режимі очікування: до 200 годин
- При роботі в Інтернеті: до 6 годин в мережі 3G; до 9 годин в мережі Wi-Fi
- режимі відтворення відео: до 10 годин
- В режимі відтворення аудіо: до 30 годин

### Відтворення аудіо
- Частотна характеристика: від 20 Гц до 20 кГц
- Підтримувані звукові формати: AAC (від 8 до 320 кбіт/с), захищений AAC (для файлів з iTunes Store), HE-AAC, MP3 (від 8 до 320 кбіт/с), VBR, Audible (формати 2, 3, 4, Audible Enhanced Audio, AAX і AAX+), Apple Lossless, AIFF і WAV
- Настроюється користувачем максимальна гучність

### ТБ і відео
- Функція дублювання відео AirPlay на Apple TV з частотою розгортки 720p
- Потокова передача відео AirPlay на Apple TV 3-го покоління з частотою розгортки до 1080p і Apple TV 2-го покоління з частотою розгортки до 720p
- Підтримка дублювання і виводу відео: відео з частотою розгортки до 1080p при використанні цифрового AV-адаптер Apple або VGA-адаптера Apple (адаптери продаються окремо)
- Підтримка виводу відео з частотою розгортки 576p та 480p через компонентний AV-кабель Apple; дозвіл 576i і 480i через комбінований AV-кабель Apple (кабелі продаються окремо)
- Підтримувані відео формати: відео H.264 з частотою розгортки до 1080p, 30 кадрів/с, високий профіль рівня 4.1 зі звуком AAC-LC до 160 кбіт/с, 48 кГц, стереозвук у форматах. m4v,. mp4 і. mov; відео MPEG-4, до 2,5 Мбіт/с, 640 х 480 пікселів, 30 кадрів/с, простий профіль зі звуком AAC-LC до 160 кбіт/с на канал, 48 кГц, стереозвук у форматах. m4v,. mp4 і. mov; Motion JPEG (M-JPEG) до 35 Мбіт/с, 1280 x 720 пікселів, 30 кадрів/с, аудіо у форматі ulaw, стереозвук PCM у форматі avi.

### Навушники
- Навушники Apple з пультом дистанційного керування і мікрофоном
- Частотна характеристика: від 20 Гц до 20 кГц
- Акустичний опір: 32 Ом

### Підтримка поштових вкладень
- Підтримка перегляду документів наступних типів:

.jpg, .tiff, .gif (зображення); doc і .docx (Microsoft Word); .htm і .html (вебсторінки); .key (Keynote); .numbers (Numbers); .pages (Pages); pdf (Preview і Adobe Acrobat); ppt і pptx (Microsoft PowerPoint); Txt (текст); rtf (текст у форматі rtf); vcf (контактна інформація); .xls та .xlsx (Microsoft Excel)

### Датчики
- Трьохсьовий гіроскоп
- Акселерометр
- Датчик відстані
- Датчик зовнішньої освітленості

### Системні вимоги
- Apple ID (потрібен для деяких функцій)
- Доступ до мережі Інтернет
- Для синхронізації з iTunes на Mac або PC потрібно:
- Mac: система Mac OS X 10.5.8 або пізнішої версії
- PC: Windows 7, Windows Vista або Windows XP Home або Professional (Service Pack 3 або пізнішої версії)
- iTunes 10.5 або більш пізньої версії (безкоштовне завантаження з www.itunes.com/ru/download)

### Вимоги до середовища експлуатації
- Температура при експлуатації: від 0 до 35 °C
- Температура зберігання: від −20 до + 45 °C
- Відносна вологість: від 5 до 95 % без конденсації
- Максимальна висота експлуатації: 3000 м

### Комплект поставки
- iPhone 4S
- Навушники Apple з пультом дистанційного керування і мікрофоном
- Кабель для підключення док-станції до порту USB
- Адаптер живлення USB
- Документація
- Скріпка для вилучення СІМ карти
- Наклейки Apple у вигляді логотипу

## iPhone і навколишнє середовище
Компанія Apple підтримує передові норми у сфері захисту навколишнього середовища:
- Екран з LED підсвічуванням не містять ртуті
- Скло дисплея не містить миш'яку
- Не містить бромованих вогнестійких добавок
- Не міститьПВХ
- Більша частина упаковки складається з картону і біоматеріалів, придатних для повторної переробки
- Адаптер живлення перевершує найсуворіші світові стандарти енергоефективності

## Галерея

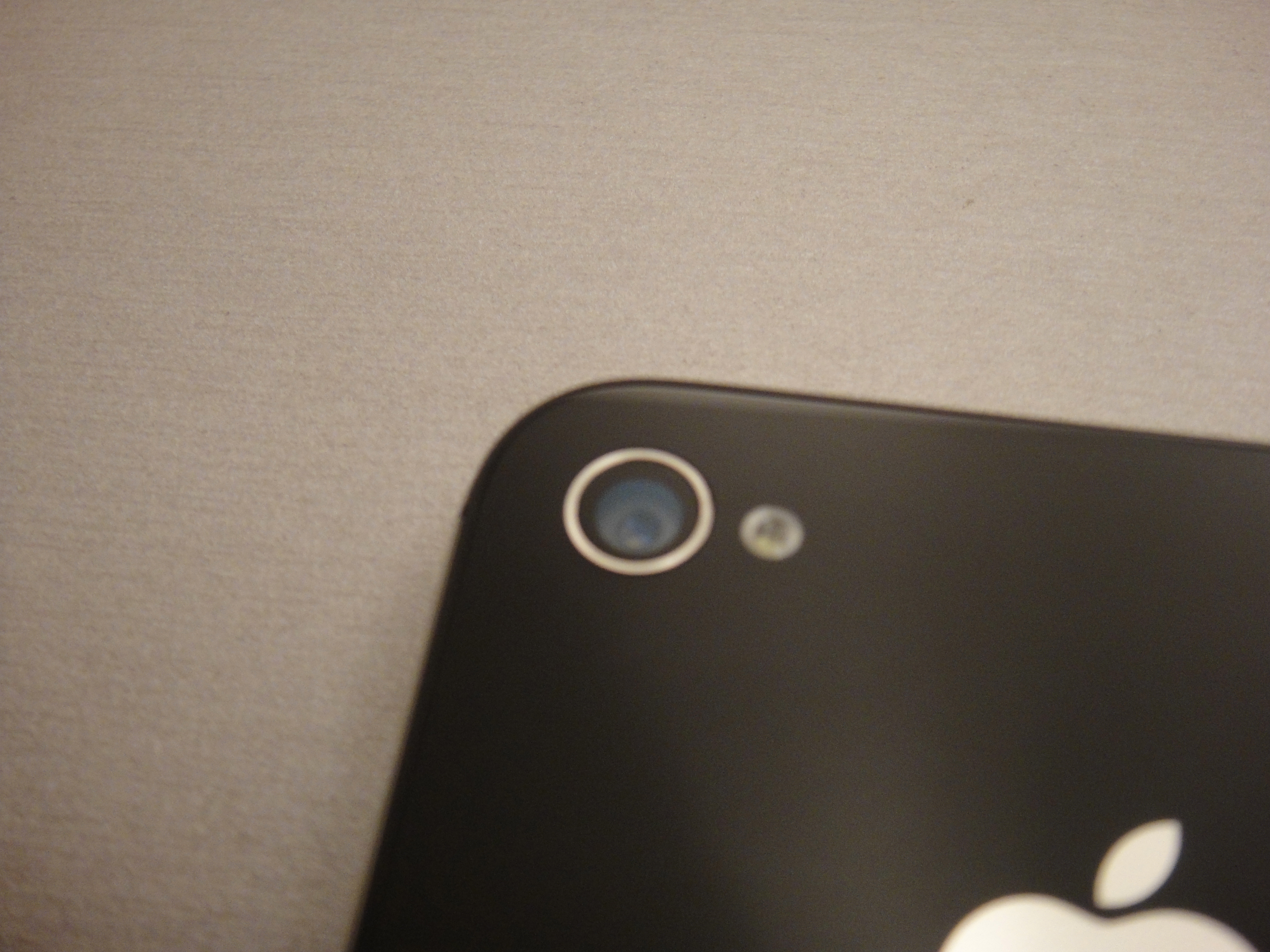
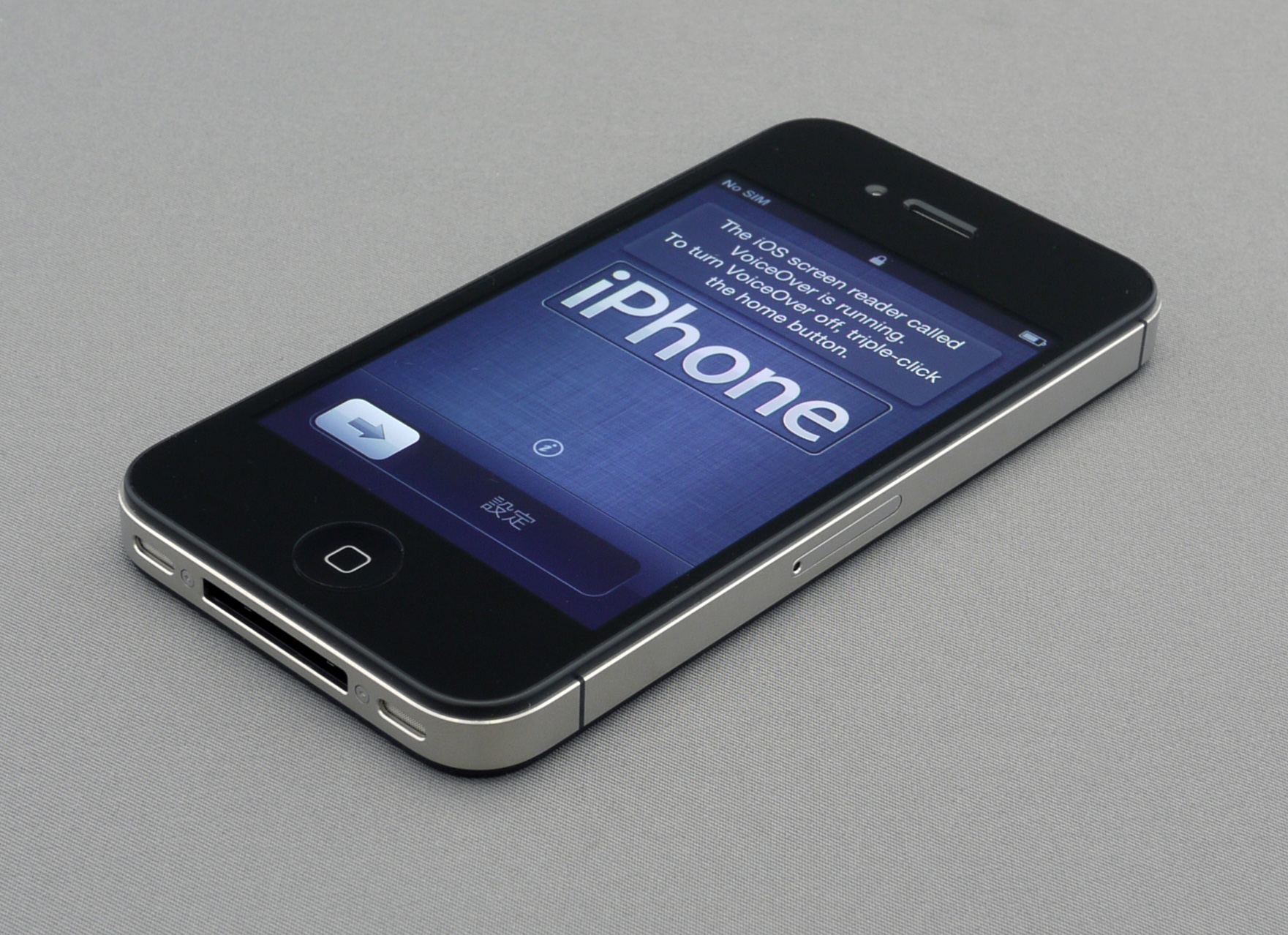
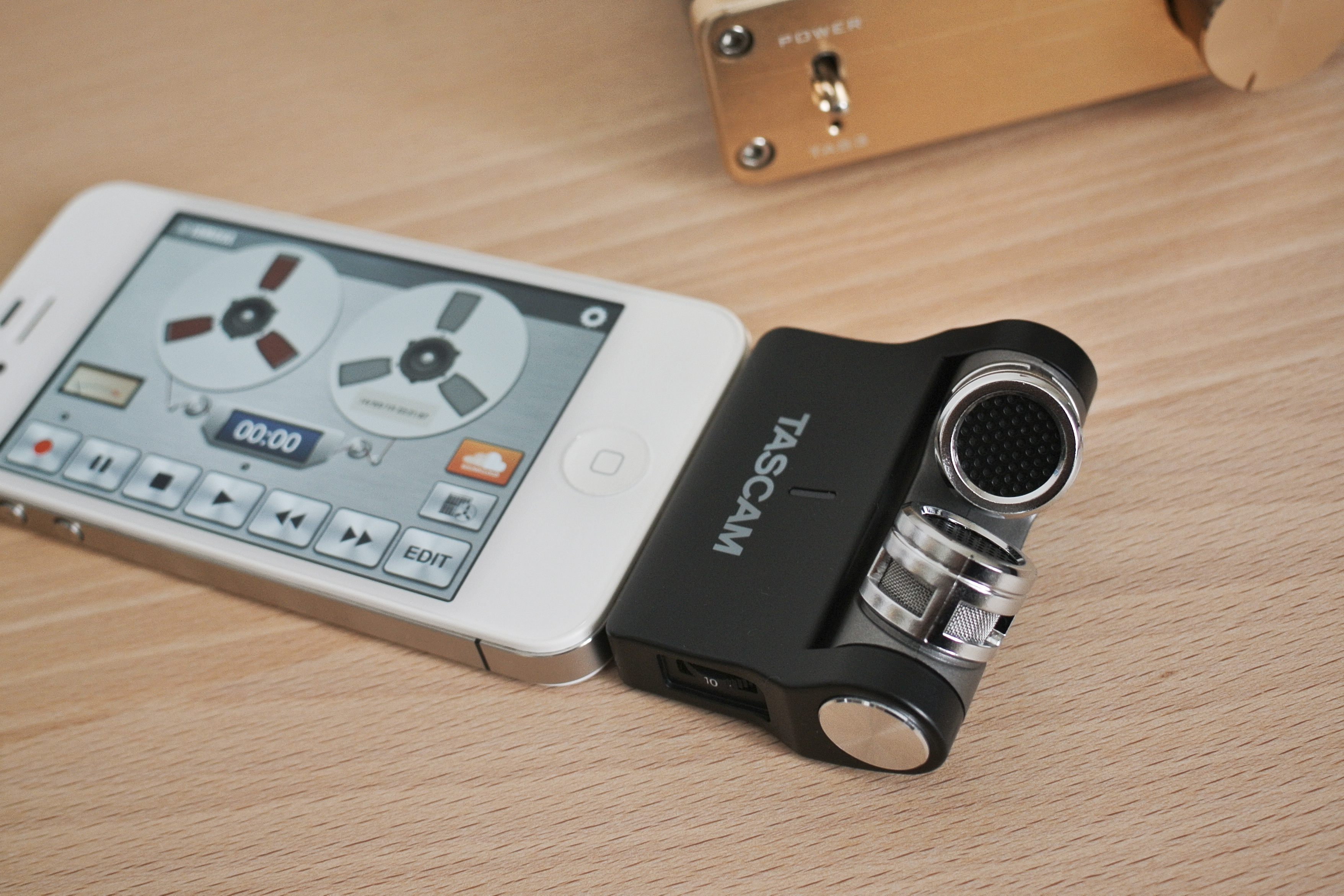
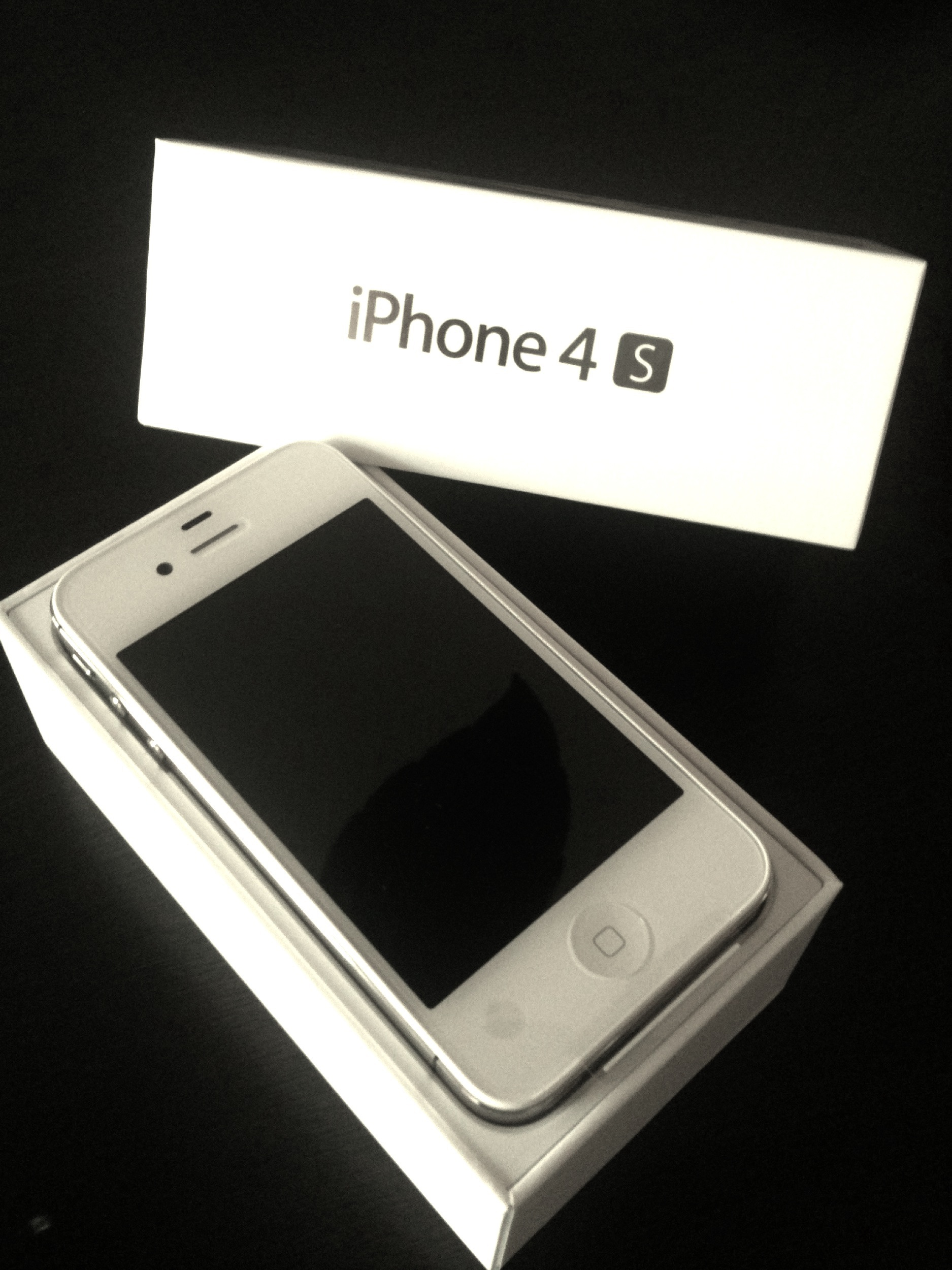
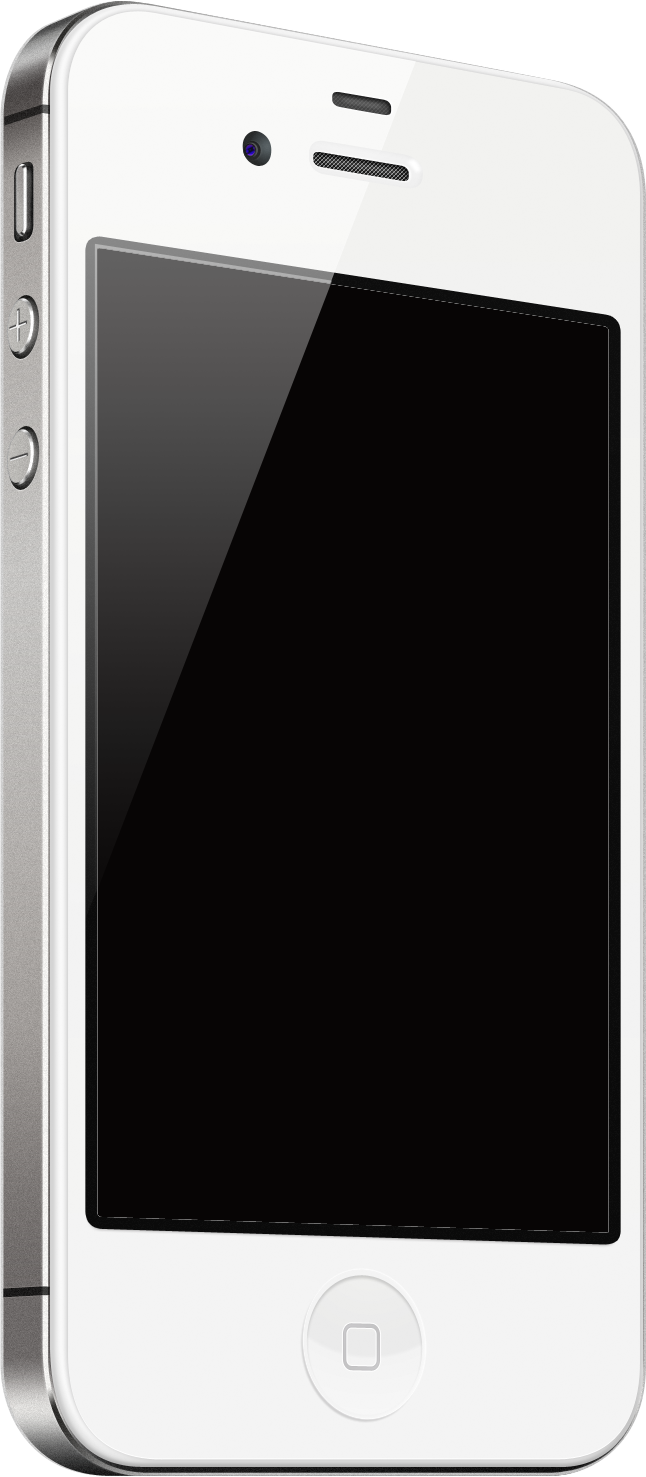
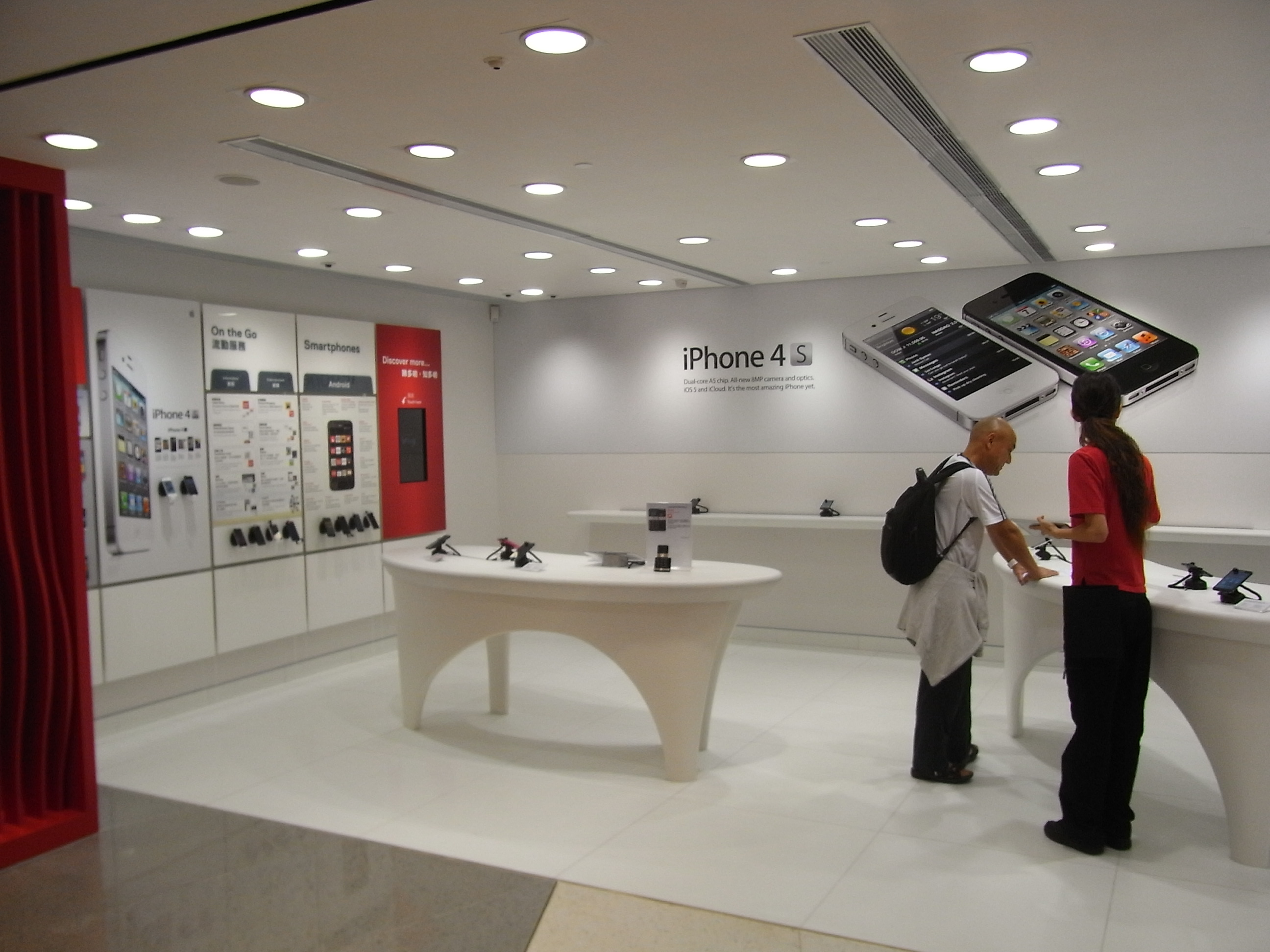